# Centralny Port Komunikacyjny
Centralny Port Komunikacyjny (CPK; ang. Solidarity Transport Hub, STH lub Central Communication Port) – planowany węzeł transportowy oparty na zintegrowanych ze sobą węzłach: lotniczym i kolejowym, spójnych z układem sieci drogowej; Węzeł ma być zlokalizowany pomiędzy Warszawą a Łodzią i stanowić ma węzeł przesiadkowy oraz hub cargo. Ma być największym w Europie Środkowo-Wschodniej węzłem transportowym łączącym lotnisko hubowe oraz sieci kolejowe i drogowe.
W ramach tego projektu, w odległości około 37 km na zachód od Warszawy, na obszarze około 30 km² ma zostać wybudowany Port Lotniczy Solidarność, który w ramach pierwszego etapu ma być w stanie obsługiwać 40 mln pasażerów rocznie i będzie 12. lotniskiem w Europie pod względem ruchu lotniczego. W skład CPK mają wejść też inwestycje kolejowe: węzeł zintegrowany z portem lotniczym i połączenia na terenie kraju, które umożliwią przejazd między Warszawą a największymi polskimi miastami w czasie nie dłuższym niż 2,5 godziny. Inwestycja powinna umożliwić stworzenie ponad 150 tys. nowych miejsc pracy. W rejonie CPK ma powstać także Airport City, w skład którego wejdą m.in. obiekty targowo-kongresowe, konferencyjne i biurowe.

## Historia
Temat budowy centralnego lotniska dla Polski pojawia się od 1971 i przewija się przez programy i plany wielu rządów w Polsce, od rządów Edwarda Gierka, poprzez rządy Leszka Millera (2001– 2004) do rządów Mateusza Morawieckiego (2017–2023). Decyzję o budowie CPK podjął rząd Morawieckiego, który 28 października 2020 r. przyjął uchwałę w sprawie ustanowienia programu wieloletniego: Program inwestycyjny Centralny Port Komunikacyjny. Etap I. 2020-2023.. Wówczas ruszyły prace przygotowawcze, skup gruntów. Pierwszy raz jako inwestycja połączona z siecią linii kolejowych pojawił się w opracowaniach Bogusława Jankowskiego w 1971 roku i w koncepcji zintegrowanej powróciła w 2011 za rządów Donalda Tuska (2007–2014) jako Centralny Port Lotniczy. W 2016 do koncepcji powrócił rząd Beaty Szydło pod nazwą Centralny Port Komunikacyjny.

## Plany
Przy budowie CPK zakłada się modułową i etapową koncepcję rozwoju i wyposażenia lotniska; W ramach pierwszego etapu port będzie w stanie obsługiwać do 45 mln pasażerów rocznie; Budowie lotniska będą towarzyszyły inwestycje w infrastrukturę kolejową. Jak wynika z rządowego planu i z ustaleń spółki CPK z PKP Polskimi Liniami Kolejowymi, przy okazji budowy Portu Lotniczego Solidarność powstanie ok. 1600 km nowych linii kolejowych. Założenia są takie, że w ramach tzw. etapu zero, czyli jednocześnie z lotniskiem, zostanie zbudowana m.in. 140-kilometrowa nowa linia kolejowa Warszawa – CPK – Łódź Fabryczna, czyli pierwszy odcinek Kolei Dużych Prędkości. Ta inwestycja umożliwi osiągnięcie czasu przejazdu z CPK do Warszawy w 15 minut, a z CPK do Łodzi ok. 25 minut.
Według założeń rządu Beaty Szydło prace przygotowawcze miały trwać do końca 2019, a budowa przez kolejne 8 lat – powinien być otwarty w 2027. W sierpniu 2018 pełnomocnik rządu ds. Centralnego Portu Komunikacyjnego Mikołaj Wild poinformował, że pierwszy samolot powinien wystartować z gminy Baranów w sezonie zimowym 2027/2028.

## Komponent lotniskowy
Centralny Port Komunikacyjny „Solidarność” — port lotniczy w ramach projektu CPK; W założeniach pierwszego etapu będzie w stanie obsługiwać 45 mln pasażerów rocznie. Przy budowie CPK zakłada się modułową i etapową koncepcję rozwoju i wyposażenia lotniska. W pierwszym etapie powstaną dwie równoległe drogi startowe o długości 4000 metrów każda i dwie kolejne w ramach następnych etapów.
Port lotniczy ma być lotniskiem bazowym dla PLL LOT, dzięki któremu linia ta będzie mogła stać się integratorem rynku środkowoeuropejskiego i jedną z najważniejszych linii lotniczych na kontynencie europejskim.
W połowie kwietnia 2019 spółka CPK rozpoczęła proces uzgodnień strategicznych z partnerami branżowymi. Podczas pierwszego spotkania, w którym wzięło udział ponad 60 przedstawicieli firm i instytucji zainteresowanych projektem. Wśród uczestników Forum Interesariuszy CPK znalazły się m.in. Polskie Linie Lotnicze LOT, BARIP (Rada Przedstawicieli Linii Lotniczych w Polsce), Polska Agencja Żeglugi Powietrznej, Poczta Polska, Orlen, LOTOS, PERN, Straż Graniczna, LOT AMS, LS Airport Services, LS Technics, Welcome Airport Services, Krajowa Administracja Skarbowa, Polski Holding Hotelowy, Generalna Dyrekcja Dróg Krajowych i Autostrad, FedEx, DHL, UPS i TNT Express. Było to pierwsze w Polsce tak szerokie forum uczestników lotniskowego procesu inwestycyjnego.

### Nazwa
Przyjęta przez rząd Beaty Szydło uchwała z dnia 7 listopada 2017 opisuje koncepcję w której występuje nazwa Port Solidarność – Centralny Port Komunikacyjny dla Rzeczypospolitej Polskiej. Wskazany w koncepcji patron został już wcześniej przyjęty dla Portu Lotniczego Szczecin-Goleniów im. NSZZ „Solidarność”.

### Lokalizacja
W 2003 działał międzyresortowy zespół, który miał wskazać najlepszą lokalizację dla centralnego lotniska; 15 stycznia 2004 r. Ministerstwo Infrastruktury kierowane przez Marka Pola, kierując się opinią tego zespołu ekspertów, po badaniach przeprowadzonych w 2003, wskazało dwie potencjalne lokalizacje Centralnego Portu Lotniczego:
- Mszczonów, ze względu na:
  - położenie między dwiema aglomeracjami – 45 km od Warszawy i 90 km od Łodzi
  - położenie komunikacyjne – w pobliżu drogi krajowej nr 8 (granica z Czechami – Wrocław – Warszawa – Białystok – granica z Litwą) i drogi krajowej nr 50 oraz w pobliżu linii kolejowych (m.in. CMK)
  - źródła geotermiczne – mające znaczenie pod względem ochrony środowiska
- Port Lotniczy Modlin, ze względu na:
  - dostępność powierzchni pod budowę lotniska, która znajdowała się wtedy w zarządzie Agencji Mienia Wojskowego i Agencji Nieruchomości Rolnych
  - sąsiadujące z lotniskiem grunty odrolnione
  - położenie blisko centrum Warszawy (ok. 35 km)

Rozpatrywano także lokalizację w: Babsku koło Białej Rawskiej, Sochaczewie – lądowisko Sochaczew-Bielice, Nowym Mieście nad Pilicą – lotnisko Nowe Miasto nad Pilicą, Radomiu, Wołominie, gminie Baranów koło Grodziska Mazowieckiego.
W zleconym w 2005 studium wykonalności centralnego lotniska, konsorcjum Ineco-Sener, wskazywało, że najlepszą lokalizacją dla tej inwestycji byłby Baranów. Również w styczniu 2006 r. zwrócono uwagę na korzystne położenie ostatniej lokalizacji:
- w odległości 38 km od Warszawy oraz 78 km od Łodzi,
- na przecięciu szlaków kolejowych północ–południe (linia kolejowa nr 1, linia kolejowa nr 4 [CMK]) oraz wschód–zachód (planowana linia wysokiej prędkości),
- w odległości 1–2 km od autostrady A2 i około 10 km od drogi krajowej nr 50 będącej zachodnią obwodnicą aglomeracyjną Warszawy,
- gęstość zaludnienia 4 razy mniejsza niż w okolicach Modlina[40][41].

Dzięki możliwości lokalizacji stacji kolejowej na dolnych poziomach terminala lotnisko zostałoby doskonale skomunikowane nie tylko z Warszawą (czas przejazdu ok. 15 minut), Łodzią (ok. 30 minut), ale także z innymi miastami w Polsce.
14 marca 2017 Komitet Ekonomiczny Rady Ministrów podjął decyzję o rekomendacji Radzie Ministrów przygotowań do realizacji Centralnego Portu Lotniczego. Gdy idea portu centralnego powróciła pełnomocnik rządu ds. CPK, którym w 2017 był Mikołaj Wild zarekomendował wybudowanie portu lotniczego w Stanisławowie, w gminie Baranów, w powiecie grodziskim, w województwie mazowieckim, wymieniając zalety:
- około 1,5 km na południe od wskazanej lokalizacji przebiega autostrada A2,
- około 15 km na południe przebiega droga ekspresowa S8 (Wrocław – Warszawa – Białystok),
- około 8 km na północ przebiega droga krajowa nr 92,
- około 10 km na zachód przebiega droga krajowa nr 50,
- około 6,5 km na południowy wschód rozwidlają się linia kolejowa nr 1 (Warszawa – Katowice) oraz linia nr 4, tj. Centralna Magistrala Kolejowa,
- około 7 km na północ przebiega linia kolejowa nr 3 (europejska linia E 20 Berlin – Warszawa).

Przyjęta w 2017 koncepcja rekomenduje zabezpieczenie terenu o powierzchni nie mniejszej niż 3000 ha na terenie gmin Baranów, Teresin i Wiskitki, natomiast obszar ograniczonego użytkowania o wielkości nie mniejszej niż 6000 ha. Rekomendowane zabezpieczenie terenu (30 km²) stanowiłoby 40% powierzchni gminy Baranów. Grunty pod lotnisko w pierwszej kolejności nabywano w Programie Dobrowolnych Nabyć. Do czasu zakończenia przyjmowania zgłoszeń do programu (7 kwietnia 2023) zgłosiło się ponad 1300 właścicieli z działkami o sumarycznej powierzchni prawie 3550 ha co daje 80% terenu pod budowę lotniska.

### Projekt lotniska
W maju 2019 podczas Europejskiego Kongresu Gospodarczego spółka CPK pokazała definicję portu lotniczego w ramach Programu CPK, czyli wstępny układ elementów infrastruktury Portu Lotniczego Solidarność – uwzględniono m.in.: zakładany układ dróg startowych (dwóch w ramach etapu pierwszego oraz czterech dróg startowych w układzie docelowym), dróg kołowania, płyt postojowych, terminali (pasażerskich, cargo i general aviation), stacji kolejowej zintegrowanej z terminalem pasażerskim, parkingów i dróg wewnętrznych. Definicja portu lotniczego uwzględnia też m.in. infrastrukturę utrzymania technicznego, paliwową, odladzania samolotów, lotniskowej straży pożarnej, utrzymania pojazdów, a także energetyczne, gazowe, kanalizacyjne. Definicja będzie jeszcze w przyszłości doprecyzowana m.in. na etapie planu generalnego (master planu).
W czerwcu 2019 z inicjatywy Ambasady Wielkiej Brytanii i Irlandii Północnej oraz spółki Centralny Port Komunikacyjny odbyły się warsztaty architektoniczne. Opracowania posłużyły jako inspiracja do przygotowywania master planu. Inwestor nie został zobowiązany do wykorzystania żadnej z prac. Koncepcje terminala przygotowało sześć znanych pracowni projektowych: Foster+Partners, Grimshaw, Chapman Taylor, Zaha Hadid Architects, Benoy, Pascall+Watson.c
- Foster and Partners zaproponowała budowę dwóch terminali: głównego podobnego do „klucza” i uzupełniającego w kształcie litery „X”, który miałby powstać w drugim etapie, czyli modułowa budowa lotniska, które będzie można rozbudowywać w czasie i dostosowywać do potrzeb rosnącego ruchu lotniczego. Obie części mają być ze sobą zintegrowane (np. poprzez wahadłową kolejkę kursująca między terminalami), przy czym druga z nich powstanie, kiedy pojawi się zapotrzebowanie rynkowe na rozbudowę lotniska.
- Architekci Grimshaw(inne języki) wymyślili koncepcję „demokratycznego hubu”, próbując tym samym nawiązać do polskiej tradycji, a w szczególności do zmian ustrojowych po 1989 r. i do historii Solidarności. W ich zamierzeniu terminal ma być nieprzeskalowany, racjonalny pod względem wielkości i pozbawiony gigantomanii, tak by skrócić czas przesiadek i zmniejszyć dystans do przejścia dla pasażera.
- Koncepcja Chapman Taylor(inne języki) zakładał schowanie bazowej części terminala pod potężną, przezroczystą kopułą, która zostanie ulokowana między dwoma pasami startowymi. Okrągła kopuła to symbol nieskończonej jedności – nawiązanie do historii Polski.
- Zaha Hadid Architects, przygotowała trzy równorzędne wizje CPK, które opierają się na odmiennym podejściu do połączenia lotniska z koleją. Wszystkie trzy projekty łączy dobre doświetlenie przestrzeni lotniska uzyskane przy użyciu wielkopowierzchniowych przezroczystych elementów, a także wkomponowanie we wnętrze terminalu bujnej roślinności w połączeniu z przemyślanym systemem służącym do jej utrzymywania w polskich warunkach klimatycznych. Pierwsze z rozwiązań to umiejscowienie węzła kolejowego bezpośrednio pod lotniskiem, które umożliwiłoby podróżnym np. obserwowanie nadjeżdżających pociągów z wyższych poziomów. Druga wizja zakłada, że tuż nad peronami ulokowana jest część pasażerska stacji, łącząc inne elementy lotniska uwzględnione w master planie. Trzecia wizja, bardziej futurystyczna, w którym pociągi podjeżdżają bezpośrednio do wydzielonych części terminali, umieszczonych na platformach na różnej wysokości.
- Projekt Benoy kładzie nacisk na ekologię i zrównoważony rozwój. Proponuje zbudowanie wokół Portu Solidarność przyjaznego mieszkańcom „zielonego” Airport City uzyskane dzięki schowaniu pod ziemią części dróg i linii kolejowych w bezpośrednim sąsiedztwie lotniska. W sercu układu znajdzie się przykryty przeszklonym dachem węzeł przesiadkowy, który będzie integrował różne środki transportu i w kierunku którego będzie prowadziły szlaki komunikacyjne.
- Pascall+Watson(inne języki) zaprezentował rozwiązania stosowane w portach lotniczych w Europie i Azji (np. w Londynie, Monachium, Hongkongu i Abu Dhabi), sugerując, które z nich warto zaadaptować na potrzeby CPK. Na potrzeby prezentacji zestawił ze sobą ideę „megahubu” (nawiązując do nowego lotniska w Stambule) i „multi-hubu”, wskazując Changi w Singapurze[56].

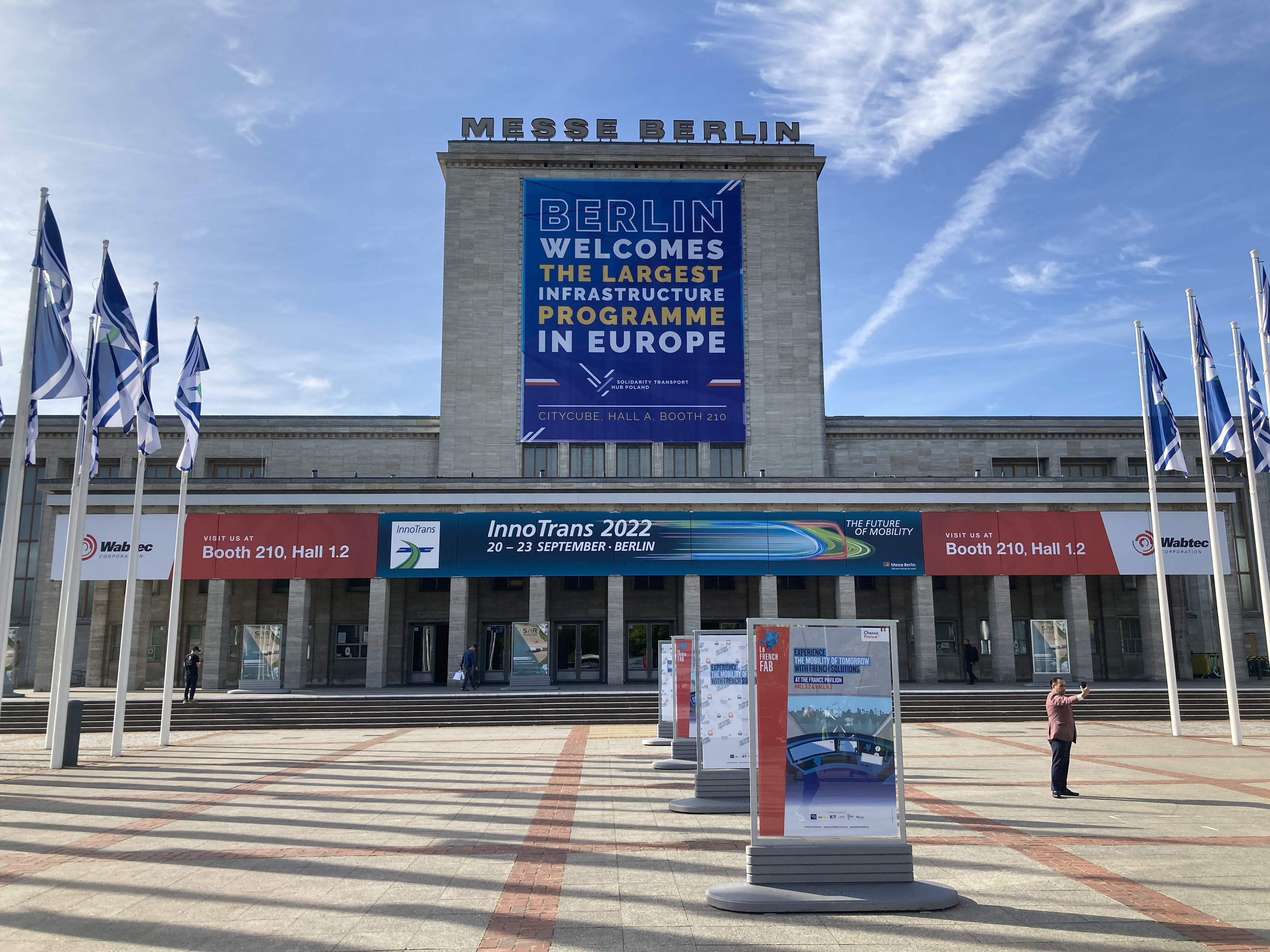
Plakat reklamujący Centralny Port Komunikacyjny jako największą inwestycję infrastrukturalną w Europie. InnoTrans 2022, Berlin.

Przetarg na wybór generalnego projektanta rozstrzygnięto jesienią 2022. Najkorzystniejszą ofertę złożyło konsorcjum Foster + Partners i Buro Happold. Komisja oceniająca brała pod uwagę przede wszystkim kryteria jakościowe (65%), reszta to koszt przygotowania dokumentacji (35%). Studio zadeklarowało, że opracuje ją za 856 mln zł. Polskim partnerem brytyjskiego biura jest warszawska pracownia Kuryłowicz & Associates. Nad projektem pracuje ponad 300 osób po stronie wybranego konsorcjum. Do zaprojektowania są:
- terminal pasażerski o powierzchni 400 tys. m²,
- dworzec kolejowy o powierzchni 65 tys. m²,
- dworzec autobusowy o powierzchni ponad 15 tys. m².

6 lipca 2023 przedstawiono pełną koncepcję architektoniczną. Promienisty układ terminala ma jak najbardziej skrócić odległości, jakie będą musieli pokonywać pasażerowie. Strefa non-Schengen znajdzie się na dolnym poziomie CPK, zaś strefa Schengen na górnym. Dworzec kolejowy będzie tuż obok terminala lotniczego. W przestrzeni pomiędzy tymi obiektami powstanie rozbudowana, swobodnie dostępna strefa sklepowo-gastronomiczna – atrium, które pod jednym dachem w kształcie „diamentu” połączy przestrzeń przesiadkową dla pasażerów lotniska, dworca kolejowego i autobusowego; „Przedpokój portu lotniczego” – jak nazywana jest ta część kompleksu – ulokowany zostanie przed bramkami bezpieczeństwa, dzięki czemu każdy, niezależnie od tego, jakim środkiem transportu podróżuje, z niego skorzysta. Z uwagi na stosunkowo nieduże rozmiary lotniska nie planuje się kolejki przewożącej pasażerów pomiędzy terminalami.
Terminal pasażerski lotniska, który ma zająć powierzchnię około 400 tys. m² będzie zlokalizowany na dwóch poziomach; Będzie połączony bezpośrednio z czterema modułowymi pirsami, czyli przedłużoną częścią terminala pasażerskiego, z możliwością rozbudowy w przyszłości, kiedy pojawi się takie zapotrzebowanie rynkowe. Dworzec kolejowy CPK ma się składać z sześciu podziemnych peronów, 12 torów, obsługujących pociągi regionalne i dalekobieżne. Z dworca kolejowego pasażerowie mają otrzymać dogodne przejście do dworca autobusowego i Airport City, czyli najbliższego otoczenia CPK. W pobliżu dworca autobusowego inwestor przewiduje hotele, które mają być pierwszymi zabudowaniami Airport City. 

## Komponent kolejowy
Komponent kolejowy CPK to sieć kolei dużych prędkości, która ma umożliwić według założeń podróż do lotniska CPK w krótkim czasie: z Krakowa i Katowic w 75 min, z Gdańska – w 105 min, z Radomia – 35 min, z Łodzi 30 min, z Warszawy – 15 min. Pierwotna koncepcja ma zapewnić bezpośredni dostęp koleją do lotniska dla 13 mln Polaków ze 120 miast. Łączna długość nowych linii kolejowych do obsługi CPK ma wynieść 1981 km. Zaprojektowano 12 linii, w tym 10 kolejowych „szprych” prowadzących do CPK i Warszawy z różnych części Polski. Sieć kolejowa będzie składać się z nowych odcinków oraz z wyremontowanych lub zmodernizowanych fragmentów istniejącej infrastruktury. 
Przyjęta przez rząd nowelizacja rozporządzenia w sprawie wykazu linii kolejowych o znaczeniu państwowym z 17 kwietnia 2013 r. uwzględnia wszystkie połączenia, których budowa wynika z Koncepcji przygotowania i realizacji CPK przyjętej przez rząd 7 listopada 2017 r. Szczegóły Programu Kolejowego CPK przedstawił 29.04.2019 r. na konferencji na stacji Łódź Fabryczna premier RP Mateusz Morawiecki. Jak powiedział: „Polska ma szanse stać się centrum gospodarczym środkowej Europy, a CPK jako największy hub w regionie biznesowym sercem tego obszaru.”, „Zależy nam, żeby mieszkańcy wszystkich regionów w Polsce, z miast i wsi, mieli równy dostęp do kolei, żeby mogli wygodnie podróżować do każdego zakątka kraju. Te inwestycje zapewnią szkielet systemu transportowego państwa. Nie waham się powiedzieć, że CPK to projekt epokowy.”
Na potrzeby budowy tego kolejowego systemu doszło do podziału zadań inwestycyjnych między spółki: CPK, odpowiedzialną za realizację zadań lotniskowych i kolejowych (budowę nowych linii), i PKP Polskie Linie Kolejowe, która jest zarządcą infrastruktury kolejowej w Polsce i zajmie się modernizacją linii istniejących.
W Strategicznym Studium Lokalizacyjnym wyróżniono następujące ciągi transportowe zawierające planowane do budowy odcinki linii kolejowych:
1. CPK – Kołobrzeg – Koszalin – Słupsk – Gdańsk
2. CPK – Olsztyn
3. CPK – Ostrołęka – Giżycko – Białystok – Trakiszki (granica) – Kuźnica Białostocka (granica)
4. CPK – Terespol (granica)
5. CPK – Chełm (granica) – Bełżec (granica)
6. CPK – Radom – Iłża – Stalowa Wola – Rzeszów – Sanok
7. CPK – Katowice – granica Polska/Czechy – Kraków – Zakopane – Muszyna – granica Polska/Słowacja – Skarżysko-Kamienna
8. CPK – Kłodzko
9. CPK – Łódź – Wrocław – granica Polska/Czechy – Poznań – Szczecin – Zielona Góra – granica Polska/Niemcy – Gorzów Wielkopolski
10. CPK – Poznań
11. Szczecin – Port Lotniczy Szczecin-Goleniów
12. Stalowa Wola – Lublin – Biała Podlaska – Białystok

W przypadku nowo budowanych linii dużych prędkości – w pierwszej kolejności między Warszawą i Łodzią, później m.in. do Wrocławia i Poznania – założonym standardem początkowym będzie 250 km/h, jednak parametry techniczne (prędkość projektowa) umożliwią późniejsze podniesienie tych prędkości do 350 km/h
W ramach etapu zero, który powinien być gotowy przed uzyskaniem przez Port Solidarność zdolności operacyjnej, wybudowane zostanie 140 km nowych linii: głównie na trasie Warszawa – CPK – Łódź; Pociągi mają tam kursować z prędkością 250 km/h a czas przejazdu z CPK do Warszawy ma wynieść 15 minut, a z CPK do Łodzi ok. 25 minut. W rejonie Baranowa powstanie również węzeł, którego częścią będą łączniki między CPK a istniejącymi liniami:
- nr 1 i 4 (Warszawa – Grodzisk Maz. – Łódź z odbiciem CMK w stronę Katowic)
- nr 3 (Warszawa – Kutno – Poznań)

„To pierwszy odcinek zarzuconego w 2012 r. projektu Kolei Dużych Prędkości (tzw. igrek). W rejonie Baranowa powstanie węzeł, którego częścią będą łączniki między CPK, a istniejącymi liniami: nr 1 i 4 (Warszawa – Grodzisk Maz. Łódź z odbiciem CMK w stronę Katowic) oraz nr 3 (Warszawa – Kutno Poznań)"
Docelowo na potrzeby Programu CPK zostanie zbudowana też m.in. linia CMK Północ, czyli przedłużenie Centralnej Magistrali Kolejowej z rejonu Żyrardowa do CPK, a dalej w kierunku Płocka, Włocławka, Grudziądza i Trójmiasta.
Według komunikatu, w ramach kolejnego etapu inwestycji ma powstać 880 km linii kolejowych, a w ostatnim etapie 580 km. Łącznie na 1,6 tys. km linii kolejowych, to 1100 km mają stanowić linie dwutorowe, a 500 km – linie jednotorowe.
Kolejowa część Programu CPK, który jest podzielony na etapy do realizacji do 2040 r., to pajęczyna nowych linii prowadzących z 10 kierunków do CPK i Warszawy. W efekcie jej powstania dojazd pociągiem do centralnego lotniska ma zająć nie dłużej niż 2 godz. W zasięgu sieci znajdą się największe miasta w kraju (poza Szczecinem, do którego z racji odległości dojazd koleją wyniesie 3 godz. 15 minut). Dogodnym dojazdem do CPK objęte będą także przygraniczne obszary Czech, Słowacji, Ukrainy, Białorusi, Litwy i obwodu królewieckiego.
Według deklaracji stanu na grudzień 2023 z niemal 2000 km planowanych linii, dla ponad 1500 km są gotowe lub opracowywane studia wykonalności a projektowanie trwało dla ponad 450 km.
Dla priorytetowego odcinka linii nr 1 Warszawa–CPK–Łódź, w grudniu uzyskano decyzję środowiskową dla jego „warszawskiego” fragmentu. W tym czasie budowa tunelu dalekobieżnego w Łodzi weszła w kolejny etap realizacji: prowadzone jest palowanie w ramach wzmocnienia fundamentów Łódzkiego Domu Kultury (ŁDK) przed początkiem drążenia tunelu. W styczniu 2024 spółka CPK otrzymała pozwolenie na budowę tunelu. 
W kwietniu 2024 przewodniczący rady nadzorczej CPK, Zbigniew Szafrański, poinformował, że Spółka rezygnuje z projektu budowy linii kolejowych w postaci piasty i szprych zbiegających się w planowanym Centralny Porcie Komunikacyjnym. 

### Uzasadnienie dla komponentu kolejowego
Łączna długość linii kolejowych w Polsce wynosi dziś ponad 19 tys. km. Od początku lat 90. zostało rozebranych ponad 5 tys. km linii. Nowe inwestycje są potrzebne, ponieważ budowa szlaków kolejowych na dużą skalę nie odbywała się w Polsce od lat 80., kiedy zakończono realizację Linii Hutniczo-Siarkowej, a wcześniej Centralnej Magistrali Kolejowej.
W uchwalonej 7 listopada 2017 koncepcji zostały wskazane przedsięwzięcia kluczowe tj. budowa CPK wraz z dworcem i układem węzła kolejowego zawierającym łączniki pomiędzy liniami: nr 1, nr 3, nr 4 oraz przedłużenie do CPK linii nr 447 z wyjściami na Warszawę oraz na Sochaczew i Koluszki, a ponadto wyjściami w kierunku Płocka (w ciągu CMK Północ, Nowy Dwór, Grójec) oraz CMK (linii nr 4), jak również nową linię kolejową Warszawa – CPK – Łódź Fabryczna po wytrasowanej linii kolei dużych prędkości „Y”.

## Koszty i finansowanie
Do 2011 koszt inwestycji samego portu lotniczego szacowano na 3,1 mld euro (względnie 12 mld zł). W 2017 r. koszt inwestycji całego portu komunikacyjnego (tzn. komponenty: lotniczy, kolejowy, drogowy) w zależności od wariantu 30 lub 35 mld zł.
Uchwalona 7 listopada 2017 koncepcja rządu Beaty Szydło zakłada koszty komponentu lotniczego w wysokości 16–19 mld zł, koszty komponentu kolejowego w wysokości 8–9 mld zł, a koszty komponentu drogowego to od 1,75 do 6,87 mld zł. Łącznie realizacja podstawowych założeń koncepcji wynosi pomiędzy 30,9 a 34,9 mld zł. Dla każdego z komponentów portu rozważana jest inna strategia pozyskania finansowania, co wynika z ich zróżnicowanego charakteru.
Według informacji przekazanych przez CPK koszt pierwszego etapu inwestycji to 12,8 mld złotych finansowany ze źródeł takich jak papiery skarbowe (9,23 mld zł), środki UE (2 mld zł) oraz finansowanie komercyjne (1,59 mld). Kwota ta obejmuje ukończenie prac planistycznych i przygotowawczych, umożliwiających rozpoczęcie w roku 2023 budowy infrastruktury lotniskowej i kolejowej, a także pozyskanie tytułu prawnego do dysponowania nieruchomościami na cele budowlane
Na koniec 2023 został przyjęty programie wieloletnim Centralnego Portu Komunikacyjnego na lata 2024–2030 gdzie całość wszystkich inwestycji to 155 mld zł z czego suma budowy lotniska ma wynieść 46,3 mld zł. 29,3 mld zł tej kwoty ma pochodzić z kredytów. 4,6 mld zł zostanie przeznaczona na 10-procentową rezerwę inwestycyjną (np. na wypadek wzrostu cen materiałów). 8 mld zł ma wyłożyć wyłoniony mniejszościowy inwestor prywatny – konsorcjum Vinci Airports i IFM Global Infrastructure Fund. Komponent kolejowy będzie kosztował 70 mld zł, w tym 41 mld zł ma pochodzić z emisji obligacji skarbowych a 23,8 mld zł ze środków Unii Europejskiej, a 5 mld zł będzie finansowanie komercyjne w ramach formuły partnerstwa publiczno-prywatnego.

## Komponent drogowy
Przebudowana ma zostać autostrada A2, dokończona budowa Autostradowej Obwodnicy Warszawy przewidzianej w Koncepcji Przestrzennego Zagospodarowania Kraju do 2030 roku. Wariant minimalny zakłada wykonanie odcinka około 65 km, łączącego DK 92 (węzeł Sochaczew) – węzeł CPK na A2 – drogę ekspresową S8 – drogę ekspresową S7 (węzeł w Grójcu). Wariant optymalny zapewniający swobodny dojazd do CPK i przekierowanie ruchu ciężarowego wokół Warszawy zakłada wykonanie odcinków o łącznej długości 248 km łączącej Grójec (S8) – Kołbiel (Węzeł S17) – Mińsk Mazowiecki (Węzeł A2) – oraz Sochaczew – Wyszogród – Zakroczym – Serock – Wyszków.

## Uzasadnienie inwestycji
- W analizie przyczyn budowy CPK, głównym argumentem jest zbliżająca się graniczna przepustowość portu lotniczego Chopina, gdzie maksymalna możliwa liczba pasażerów wynosi 20 mln; niektórzy analitycy twierdzą, że przy pewnych inwestycjach, możliwe jest osiągnięcie przepustowości ok. 24 mln rocznie przy czym to przepustowość wyliczona na podstawie założenia równomiernego obciążenia lotami w poszczególne dni tygodnia i równomiernego rozkładu operacji lotniczych w ciągu doby[79], a w zakresie przepustowości środowiskowej, związanej głównie z hałasem, wynosi 560 operacji lotniczych w porze dziennej (godz. 6.00–22.00) i 24 punkty Quota Count w porze nocnej (godz. 22.00–6.00)[79][80];
- W latach 2010–2015 Region Europy Środkowo-Wschodniej zwiększył ruch lotniczy o jedną trzecią, czyli transport lotniczy wzrasta znacznie szybciej niż w nasyconych rynkach zachodniej Unii Europejskiej[79];
- Prezes LOT Rafał Milczarski wielokrotnie argumentował, że nowy port umożliwi dynamiczny rozwój LOT-u, a brak tej inwestycji nie pozwoli na rozbudowywanie siatki połączeń[48]; CPK pozwoli rozbudować siatkę lotów dalekodystansowych, w przypadku których marża jest najwyższa, co pozwoli na konkurowanie z innymi dużymi przewoźnikami[79];
- Rząd Prawa i Sprawiedliwości przekonywał, że położenie geograficzne Polski sprzyja inwestycji – przecięcie tras między najważniejszymi metropoliami takimi, jak Los Angeles – Tel Awiw, Wiedeń – Tokio, Szanghaj – Paryż czy Nowy Jork – Teheran[48];
- Zwiększenie udziału w obsłudze ruchu lotniczego cargo, który generuje Polska, w którym na rok 2022 Polska ma 17% z 1,1 mln ton[81][82]; Z danych Eurostatu wynika, że jeśli weźmiemy pod uwagę ruch towarowy, to Polska ma jedną z najbardziej zatłoczonych przestrzeni powietrznych w Unii Europejskiej a mimo to towar, który transportują, docelowo trafia na inne duże europejskie lotniska[83][82]; Lotnisko Chopina w Warszawie obsługuje mniej niż 1 proc. europejskiego cargo lotniczego[84][85]; Maciej Bukowski – prezes think-tanku WiseEuropa i wykładowca na Wydziale Nauk Ekonomicznych Uniwersytetu Warszawskiego, twierdzi, że zyski z transportu towarów będą „sięgające miliardów złotych rocznie – zważywszy na to, że cargo lotnicze jest kilkanaście razy droższe od morskiego, co rekompensuje niższe wolumeny”[86]; Skala transportu lotniczego towarów w Polsce jest dość mała w stosunku do wielkości naszej gospodarki, a większość ładunków jest przewożona kołowo na zagraniczne lotniska. Z prognozy przygotowanej przez IATA dla CPK wynika, że w 2030 r. lotnisko obsłuży 0,5 mln ton towarów. Pięć lat później będzie to milion ton, a w 2060 r. 1,75 mln ton. Dane te potwierdzają też zarówno analizy doradcy strategicznego, jak i konsultanta ds. masterplanu[83]; Według raportu EY opracowanego na podstawie danych IATA i Oxford Economics (OE) dzięki wpływom z cła i VAT lotnisko zwróci się po 12 latach[85];
- „W Polsce znajduje się około stu miast o populacji powyżej 10 tysięcy mieszkańców, łącznie zamieszkałych przez 2,1 miliona ludzi pozbawionych obsługi transportem kolejowym. Dla porównania w Czechach jest tylko jedno takie miasto, na Słowacji – 8, na Węgrzech – 6, a w Austrii – 5"[87];
- Ponad 1,3 tys. km linii kolejowych planowanych przez CPK zostało uwzględnionych w najnowszej rewizji rozporządzenia dotyczącego TEN-T, transeuropejskiej sieci transportowej[83];
- Wpływ budowy CPK na polską gospodarkę przedstawiał też raport firmy Kearney z 2020 r. Jego twórcy wyliczyli, że do 2040 r. inwestycje CPK przełożą się na prawie 300 tys. nowych miejsc pracy. Z tamtych prognoz wynika też, że od uruchomienia pierwszego etapu lotniska do 2040 r. wzrost łącznej produkcji z tytułu działalności CPK, w tym nowych linii Kolei Dużych Prędkości wyniesie łącznie prawie 990 mld zł, natomiast wartość dodana brutto zwiększy się łącznie w okresie prognozy o 780 mld zł[84];
- Znawcy tematów wojskowości podkreślają znaczenie CPK dla wojskowości, w tym dla szybkiego przerzutu wojsk NATO[88][89][90][91];

## Argumenty przeciw
- Wiceprezes Zespołu Doradców Gospodarczych TOR Adrian Furgalski zwrócił uwagę, że ta inwestycja nie ma ekonomicznego uzasadnienia[48]:
  - oznacza ogromne problemy dla istniejących już lotnisk, m.in. Okęcia, a także w Łodzi, Radomiu czy Poznaniu.
  - pod Berlinem powstaje już ogromny port lotniczy, z którym Centralny Port Komunikacyjny prawdopodobnie przegra konkurencję;
- Konieczność wysiedlenia kilku tysięcy mieszkańców[92];
- Przeciwnicy CPK twierdzą, że jest to megalomania rządów PiS[93][94];
- Posłanka Joanna Mucha, zaznacza, że budowa CPK „jest bez sensu”  w dobie kryzysu klimatycznego(inne języki)[95];

## Alternatywy

### Duoport
Jedną z głównych koncepcji podawanych jako alternatywna dla CPK jest Duoport oparty na lotnisku Chopina oraz lotnisku w Modlinie, przy założeniu rozbudowy tego drugiego. Jako uzasadnienie tej koncepcji podawane są głównie względy ekonomiczne. Przeciwny jest głównie zarząd LOT, dla którego było by to lotnisko główne, przez co linia straciła by na konkurencyjności. Inny argument przeciw to braki w infrastrukturze kolejowej i drogowej. W 2018 roku Mikołaj Wild, jako wiceminister, podpisał dokument umożliwiający rozbudowę Okęcia. Odblokowano budowę połączenia kolejowego do Modlina. Jest też możliwość rozbudowy tego lotniska. Adrian Furgalski przekonuje, że dzięki szybkiemu połączeniu kolejowemu Modlina i Okęcia, o obu lotniskach można by było myśleć jak o jednym obiekcie – czyli tak zwanym „duoporcie”.
Maciej Lasek, jeszcze w 2023 roku twierdził, że PPL ukrywa prawdziwą przepustowość Lotniska Chopina. Zdaniem polityka, warszawski port może bez problemu obsługiwać rocznie nawet 30 mln pasażerów. Jeszcze przed objęciem funkcji pełnomocnika rządu do spraw CPK, twierdził, że ten nigdy nie powstanie, a nowy rząd skupi się na rozwoju koncepcji duoportu. – Modlin ma olbrzymi potencjał – wskazuje Lasek, który uważa, że o Radom „trzeba zadbać”, aby oba niskokosztowe porty działały na takich samych zasadach. W opozycji portal Rynek Lotniczy powołując się na statystyki podaje, że linie lotnicze zawnioskowały do koordynatora o przyznanie łącznie 161 435 slotów w 2024 dla operacji na Lotnisku Chopina. Airport Coordination Limited (zewnętrzny podmiot) alokował 123 781 praw na starty i lądowania co daje 23,3% odrzuconych wniosków. We wnioskowanych godzinach, czyli takich, w których przewoźnicy chcieliby zaoferować nowe loty, przyznano zaledwie 61,9% slotów. Inne sloty zostały przyznane w innych godzinach, takich, które są nieatrakcyjne z punktu widzenia przewoźnika lotniczego, gdyż jak wskazuje raport, warszawski port zmaga się z „brakiem przepustowości” w niektórych porach dnia. Operatorzy zgłosili zapotrzebowanie na 69 226 nowych slotów. Linie otrzymały zaledwie 45,6 proc. wnioskowanych praw na starty i lądowania. Polskie Linie Lotnicze LOT, wnioskując o 32 943 nowych slotów, otrzymały trochę ponad połowę (53,2 proc.). Największy odsetek odrzuconych aplikacji miał Ryanair. Tanie linie lotnicze chciały uzyskać 13 892 nowych slotów. Ostatecznie otrzymały zaledwie równowartość 10,1 proc. Wygranym jest główny konkurent Ryanaira – Wizz Air. Węgierskiemu operatowi alokowano 95 proc. wnioskowanych slotów. Obecnie limit zezwala na realizację w ciągu 24 godzin 600 operacji, podczas gdy zapotrzebowanie linii wyniosło 599 operacji, przy deklarowanym limicie 560 operacji. W lecie 2024 roku co godzinę będzie odbywało się 36 operacji, co w 100 proc. wypełnia nałożony na port limit środowiskowy. Z zawnioskowanych slotów wynika także, że linie chciały uzyskać sloty w nocy, czyli wtedy, kiedy obowiązuje cisza nocna i operowanie jest droższe. Zgłoszono popyt na 55 pkt. hałasowych, podczas gdy limit wynosi zaledwie 24 pkt. W przypadku Modlina w założeniach do decyzji środowiskowej z 2009 wskazano 66 operacji lotniczych jako przepustowość lotniska.

## Odbiór społeczny
Według różnych sondaży przeprowadzanych w latach 2021–2023 od 49,7% do 68% badanych popiera budowę CPK. Najświeższy sondaż przeprowadzony dla Dziennika Gazety Prawnej pochodzi z listopada 2023 i wskazuje na 51% poparcia.
W listopadzie 2023 także Rzeczpospolita przeprowadziła badanie, w którym wzięło udział 34 ekonomistów, z których ponad połowa opowiedziała się za kontynuowaniem prac nad CPK.
Niejednoznaczne stanowisko rządu w 2024 w sprawie budowy CPK spowodowało szeroką dyskusję w mediach, mediach społecznościowych i polskiej przestrzeni YouTube. W internecie pojawiły się petycje osób popierających budowę CPK, jak i przeciwników inwestycji. Temat pojawił się na wielu popularnych kanałach, a w sprawie wypowiedzieli się między innymi: Tomasz Rożek, Jacek Bartosiak, Igor Janke, Piotr Zychowicz, Sebastian Mikosz, Radosław Pyffel, Artur Bartoszewicz, Patryk Wild, przy czym znaczna większość głosów wskazuje na zasadność budowy CPK. 

W trakcie debaty o CPK, która odbyła się 7 lutego 2024 na Kanale Zero prowadzona była sonda poparcia dla projektu, w której 90% głosujących opowiedziało się za kontynuacją projektu; w ankiecie oddano ponad 100 000 głosów.  

### Referendum w sprawie lokalizacji CPK w gminie Baranów
W kwietniu 2018 Rada Gminy Baranów podjęła uchwałę o przeprowadzeniu 17 czerwca 2018 referendum gminnego w sprawie lokalizacji Centralnego Portu Komunikacyjnego na obszarze tej gminy, w którym mieszkańcy mieli odpowiedzieć na dwa pytania z dwoma wariantami odpowiedzi („Tak” i „Nie”):

1. Czy jesteś za lokalizacją Centralnego Portu Komunikacyjnego na obszarze gminy Baranów?
2. Czy zgadzasz się na warunki rozliczeń zaproponowane przez Rząd RP mieszkańcom gminy Baranów w związku z budową Centralnego Portu Komunikacyjnego?

W referendum wzięło udział 47% uprawnionych osób i zgodnie z art. 55 ust. 1 ustawy z dnia 15 września 2000 r. (wymóg wzięcia udziału w referendum przez co najmniej 30% uprawnionych do głosowania) jego wynik był wiążący.
Mieszkańcy opowiedzieli się przeciwko budowie Centralnego Portu Komunikacyjnego na terenie ich gminy oraz zaproponowanym przez rząd warunkom rozliczeń. Na pierwsze pytanie oddano 1877 głosów ważnych, z tego 322 na „Tak” oraz 1555 głosów na „Nie” (odpowiednio 17,2% i 82,8%).
Na drugie pytanie (1864 głosów ważnych) 113 osób zagłosowało na „Tak”, a 1751 osób na „Nie” (odpowiednio 6,1% i 93,9%).
| Pytanie 1 1. Tak (17.2%) 2. Nie (82.8%) | Pytanie 2 1. Tak (6.1%) 2. Nie (93.9%) |

Mimo wyników referendum pokazujących sprzeciw mieszkańców gminy wobec CPK, w wyborach parlamentarnych z października 2023 roku przewagę w gminie osiągnęła kojarzona z projektem partia Prawo i Sprawiedliwość. Wyraźnie poparcie wśród mieszkańców gminy zdobyła także w wyborach samorządowych z kwietnia 2024. Media przypominają także, że 80% mieszkańców sprzedało swoje tereny pod inwestycje dobrowolnie.